# Tiếng Ireland
Tiếng Ireland (Gaeilge), hay đôi khi còn được gọi là tiếng Gael hay tiếng Gael Ireland là một ngôn ngữ Goidel thuộc hệ ngôn ngữ Ấn-Âu, có nguồn gốc ở Ireland và được người Ireland sử dụng từ lâu. Tiếng Ireland ngày nay là ngôn ngữ mẹ đẻ của một bộ phận thiểu số người Ireland, và là ngôn ngữ thứ hai của một bộ phận đông hơn. Tuy nhiên, nó được xem là một phần quan trọng của nền văn hóa và di sản Ireland. Ngôn ngữ này được Hiến pháp Ireland công nhận là ngôn ngữ chính thức quốc gia và cơ bản của Cộng hòa Ireland. Nó cũng là một trong các ngôn ngữ chính thức của Liên minh châu Âu và ngôn ngữ thiểu số được chính thức công nhận tại Bắc Ireland.
Tiếng Ireland là ngôn ngữ chính của người Ireland trong suốt lịch sử của họ. Họ đã mang ngôn ngữ này đến nhiều quốc gia, trong đó chú ý nhất là Scotland và đảo Man thông qua một dạng cũ trước kia của tiếng Ireland là tiếng Ireland trung cổ, cơ sở để Tiếng Gael Scotland và tiếng Man ra đời. Tiếng Ireland sở hữu nền văn học bản xứ lâu đời nhất tại Tây Âu.
Số phận của ngôn ngữ này bị ảnh hưởng bởi quyền lực đang lên của nước Anh tại Ireland. Các quan lại thời Elizabeth phản đối việc sử dụng tiếng Ireland bởi nó là mối đe dọa tới những thứ của người Anh tại Ireland. Việc sử dụng ngôn ngữ này suy giảm dưới thời cai trị của Anh vào thế kỷ 17. Vào nửa sau của thế kỷ 19, số người nói suy giảm nghiêm trọng, bắt đầu sau nạn đói khủng khiếp tại Ireland trong khoảng thời gian 1845–52 (khi đó Ireland mất 20–25% dân số vì di cư hay chết đói). Các khu vực nói tiếng Ireland bị thiệt hại nặng nề. Cho tới cuối thời thuộc Anh, số người nói ngôn ngữ chỉ chiếm dưới 15% dân số. Kể từ đó, những người nói tiếng Ireland được coi là thiểu số, thậm chí điều này vẫn diễn ra tại Gaeltacht. Nhà nước, các cá nhân và tổ chức đã rất cố gắng bảo tồn, phát triển và hồi sinh ngôn ngữ, nhưng chưa thực sự thuyết phục.
Trong thời điểm chuyển giao sang thế kỷ 21, số người bản ngữ dao động từ 20.000 tới 80.000. Trong cuộc điều tra dân số 2006 của Cộng hòa Ireland, 85.000 người nhận rằng mình sử dụng tiếng Ireland hàng ngày tách biệt với việc giáo dục, và 1,2 triệu người ít nhất vẫn thường sử dụng nó trong và ngoài trường học. Trong cuộc điều tra dân số 2011, các con số trên lần lượt tăng lên thành 94.000 và 1,3 triệu. Có khoảng vài ngàn người tại Bắc Ireland cũng sử dụng nó. Người ta ước tính việc tích cực dùng ngôn ngữ này có thể chiếm 5 tới 10 phần trăm dân số Ireland. Trong các thập kỷ gần đây số người sử dụng tiếng Ireland ở thành thị tăng lên rõ rệt, đặc biệt ở Dublin. Cộng đồng này, được miêu tả là một sự pha trộn của nhiều thành phần nhưng đa số được giáo dục tốt, thuộc tầng lớp trung lưu với đời sống văn hóa sôi nổi và ảnh hưởng đến sự lớn mạnh của các trường tuyến ngoài dạy bằng tiếng Ireland.
Tuy nhiên ở các khu vực Gaeltacht số người sử dụng tiếng Ireland lại đang có dấu hiệu giảm. Người ta dự tính rằng, trong 10 năm nữa, tiếng Ireland sẽ không còn là ngôn ngữ chính tại đây. Các cuộc thăm dò chỉ ra rằng đa phần người Ireland coi tiếng Ireland là dấu ấn mang tính biểu tượng của quốc gia, chỉ một số ít người coi nó có giá trị thực tiễn. Cũng có một tranh luận về việc nhóm những người dùng ở thành thị đang làm loạn lĩnh vực có ý nghĩa biểu tượng này, bởi những người này muốn ngôn ngữ trở nên hữu dụng hơn.
Có nhiều người dùng ngôn ngữ này trên thế giới, đặc biệt là Mỹ và Canada. Tiếng Ireland từng được sử dụng cho tới đầu thế kỷ 20 trên đảo Newfoundland với cái tên tiếng Ireland Newfoundland.

## Tên gọi
Theo An Caighdeán Oifigiúil (tiêu chuẩn chữ viết chính thức) tên của ngôn ngữ là Gaeilge (phát âm tiếng Ireland: [ˈɡeːlʲɟə]). Trước cuộc cải cách về chính tả năm 1948, nó được gọi là Gaedhilge; đây thực ra là dạng sở hữu cách của Gaedhealg được dùng trong tiếng Ireland cận đại. Cách viết trước kia bao gồm Gaoidhealg [ge:ʝəlˠg] trong tiếng Ireland cổ điển và Goídelc [goiðelˠg] trong tiếng Ireland cổ. Cách viết hiện đại bắt nguồn từ việc bỏ hai ký tự dh câm trong Gaedhilge, còn tên của nhóm ngôn ngữ Goidel, nhóm ngôn ngữ bao hàm tiếng Ireland, bắt nguồn từ tiếng Ireland cổ.
Cách viết khác trong các phương ngữ của tiếng Ireland (bên cạnh Gaeilge trong phương ngữ Connacht miền nam ở trên) bao gồm Gaedhilic/Gaeilic/Gaeilig ([ˈɡeːlʲɪc]) hay Gaedhlag ([ˈɡeːl̪ˠəɡ]) trong tiếng Ireland Ulster và tiếng Ireland Connacht miền bắc cũng như Gaedhealaing/Gaoluinn/Gaelainn ([ˈɡˠeːl̪ˠɪŋʲ/ˈɡˠeːl̪ˠɪnʲ]) trong tiếng Ireland Munster.
Tại châu Âu ngôn ngữ này thường được gọi là tiếng Ireland, hay tiếng Gael hoặc tiếng Gael Ireland. Thuật ngữ tiếng Gael Ireland thường được người nói tiếng Anh để phân biệt giữa ba ngôn ngữ Goidel (tiếng Ireland, tiếng Gael Scotland và tiếng Man).

## Lịch sử
Tiếng Ireland viết được tìm thấy lần đầu trong các ký tự Ogham từ thế kỷ thứ 4 sau công nguyên; giai đoạn này của ngôn ngữ được gọi là tiếng Ireland nguyên thủy. Những ký tự này được tìm thấy trên khắp Ireland và bờ biển phía tây của Anh. Tiếng Ireland nguyên thủy dần chuyển thành tiếng Ireland cổ trong thế kỷ thứ 5. Tiếng Ireland cổ sử dụng bảng chữ cái Latinh và được tìm thấy trong khoảng trống giữa các đoạn văn của các văn bản tiếng Latinh. Trong thời gian này, tiếng Ireland tiếp nhận nhiều từ tiếng Latinh, trong đó các thuật ngữ Giáo hội ví dụ như: easpag (giám mục) lấy từ từ gốc là episcopus, và Domhnach (Chủ nhật, lấy từ từ gốc là dominica). Cho tới thế kỷ thứ 10, tiếng Ireland cổ chuyển thành tiếng Ireland trung cổ, một ngôn ngữ phổ biến khắp Ireland, cũng như tại Scotland và Đảo Man. Đây là ngôn ngữ được dùng nhiều trong văn chương, trong đó có bộ truyện thần thoại Ulster. Từ thế kỷ 12 tiếng Ireland trung cổ bắt đầu chuyển thành tiếng Ireland hiện đại tại Ireland, thành tiếng Gael Scotland ở Scotland, và tiếng Man tại đảo Man. Tiếng Ireland cận đại, từ thế kỷ 13, là căn bản của ngôn ngữ văn chương của cả Ireland và Scotland nói tiếng Gael. Tiếng Ireland hiện đại, được sử dụng bởi một số nhà văn như Geoffrey Keating, có niên đại từ thế kỷ 17 và là phương tiện truyền đạt của văn học đại chúng kể từ thời điểm đó.
Từ thế kỷ 18 trở đi, ngôn ngữ này dần mất chỗ đứng ở miền đông Ireland, một phần bởi chính quyền Anh Quốc ra sức ngăn cản việc sử dụng ngôn này trong giáo dục, luật pháp và hành chính, một phần khác bởi sự lan rộng của việc sử dụng hai ngôn ngữ – một ví dụ cụ thể của sự chuyển giao ngôn ngữ. Đây là một sự thay đổi có đặc trưng bởi việc hai ngôn ngữ được dùng chung trong cùng một cộng đồng nhưng trong các hoàn cảnh kinh tế và xã hội khác nhau và tính song ngữ chuyển tiếp (cha mẹ chỉ nói tiếng Ireland có con cái nói cả hai thứ tiếng, còn cháu chắt chỉ nói tiếng Anh). Cho đến giữa thế kỷ 18 tiếng Anh dần trở thành ngôn ngữ của tầng lớp công giáo trung lưu, nhà thờ công giáo và trí thức nhà nước, đặc biệt ở vùng phía đông. Tiếng Anh mang lại rất nhiều lợi ích cho người di cư, đặc biệt là phụ nữ. Dần dà, khi ý nghĩa của tiếng Anh trở nên rõ ràng, việc cấm tiếng Ireland trong trường học có được sự đồng thuân của các bậc cha mẹ. Nạn đói kinh hoàng ở Ireland (1845–49) được coi là đã đẩy ngôn ngữ này xuống tột cùng của sủa sự suy thoái. Khi có vẻ như việc di cư tới Hoa Kỳ và Canada càng ngày trở nên phổ biến, tầm quan trọng của tiếng Anh trở nên rõ ràng hơn vì nó giúp dân di cư kiếm việc ở những ngành khác hơn là làm nông nghiệp.
Người ta vẫn chưa thể làm rõ liệu tiếng Ireland có đóng góp quá ít vào quá trình hiện hóa của Ireland trong thế kỷ 19 như người ta vẫn nghĩ hay không. Trong nửa đầu thế kỷ vẫn còn khoảng ba triệu người coi tiếng Ireland là ngôn ngữ chính của mình, và chỉ riêng con số này cũng nói lên sức mạnh về văn hóa xã hội của cộng đồng này. Người nói tiếng Ireland thường giữ nguyên việc sử dụng tiếng Ireland khi lên tòa án (ngay cả khi họ biết tiếng Anh) hay trong các giao dịch buôn bán. Ngôn ngữ liên quan sâu sắc tới cuộc "cách mạng sùng đạo" đánh dấu sự tiêu chuẩn hóa việc hành lễ công giáo và cũng được dùng rộng rãi trong lĩnh vực chính trị. Từ thời nạn đói và kể cả sau đó, tiếng Ireland vẫn được nói bởi mọi tầng lớp, cả thành thị và nông thôn. Vào cuối thế kỷ 19 người ta bắt đầu một chiến dịch hồi sinh để khuyến khích việc học và sử dụng tiếng Ireland, mặc dù chỉ rất ít người trưởng thành nắm chắc về ngôn ngữ này. Phương tiện để hồi sinh lại tiếng Ireland là thông qua Conradh na Gaeilge (Liên đoàn Gael), tập trung chủ yếu vào văn hóa dân gian truyền thống giàu bản sắc cũng như các lĩnh vực hiện đại.

## Hiện trạng

### Cộng hòa Ireland

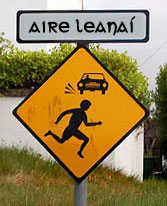
Biển báo có chữ Cẩn thận, trẻ em bằng tiếng Ireland

Tiếng Ireland được Hiến pháp Ireland công nhận là ngôn ngữ quốc gia và chính thức cơ bản của Cộng hòa Ireland (tiếng Anh là ngôn ngữ chính thức còn lại). Mặc dù về lý là như vậy, nhưng trong thực tế tất cả các cuộc thảo luận và công việc của chính phủ đều dùng tiếng Anh. Năm 1938, Douglas Hyde, người sáng lập Conradh na Gaeilge, được bổ nhiệm làm tổng thống Ireland. Bản ghi lời tuyên thệ nhậm chức của ông bằng tiếng tiếng Ireland Roscommon vẫn là dấu tích duy nhất còn tồn tại của phương ngữ này.
Kể từ khi Nhà nước Tự do Ireland thành lập năm 1922, Chính phủ Ireland yêu cầu bằng cấp sử dụng thành thạo tiếng Ireland đối với những ai được bổ nhiệm vào các vị trí công chức (bao gồm nhân viên bưu chính, nhân viên thuế, thanh tra nông nghiệp, v/v.). Việc chỉ thành thạo một thứ tiếng chính thức để được nhận vào các vị trí dịch vụ công cũng được giới thiệu vào năm 1974 sau sự phản đối của các tổ chức như Phong trào Tự do Ngôn ngữ.
Mặc dù quy tắc Ngôn ngữ chính thức cơ bản bị loại bỏ nhằm tạo điều kiện vào các vị trí công chức, tiếng Ireland vẫn là môn bắt buộc trong tất cả các trường công trong nước. Những ai muốn dạy trong các trường tiểu học phải vượt qua kỳ thi bắt buộc "Scrúdú Cáilíochta sa Ghaeilge". Bằng tốt nghiệp tiếng Ireland hoặc Anh cũng là điều kiện đầu vào đối với Gardaí (cảnh sát) từ tháng 9 năm 2005, mặc dù các ứng viên được tạo điều kiện tham gia các buổi học trong hai năm huấn luyện. Những tài liệu chính thức quan trọng nhất của chính phủ Ireland phải được viết bằng cả hai thứ tiếng hoặc chỉ tiếng Ireland (theo Official Languages Act 2003, đưa ra bởi "An Coimisinéir Teanga", cơ quan thanh tra tiếng Ireland).

Bản đồ phần trăm số người trả lời nói rằng họ nói tiếng Ireland hàng ngày ngoài thời gian học tập trong cuộc điều tra dân số 2011 ở Cộng hòa Ireland.

Đại học Quốc gia Ireland yêu cầu tất cả các học sinh nếu muốn tham gia vào khóa học lấy bằng phải qua môn tiếng Ireland trong các kì kiểm tra GCE/GCSE. Các sinh viên sinh ra ở ngoài lãnh thổ Cộng hòa Ireland; sinh tại Cộng hòa Ireland nhưng hoàn thành giáo dục tiểu học tại nước ngoài, và các sinh viên mắc chứng khó đọc được miễn quy định này.
Đại học Quốc gia Ireland, Galway được yêu cầu phải chỉ định nhân sự theo trình độ tiếng Ireland của họ, cũng như trình độ các lĩnh vực liên quan. Quy tắc này được đề ra bởi Đạo luật University College Galway, 1929 (Mục 3).
Đã có nhiều cuộc tranh luận căng thẳng trong nhiều năm trong nhiều giới như chính trị, học thuật,... về việc nhiều sinh viên trường công (dạy bằng tiếng Anh) trượt môn tiếng Ireland, ngay cả sau 14 năm tiếp cận với ngôn ngữ. Đồng thời sự sụt giảm số người lượng người bản ngữ truyền thống cũng gây ra không ít lo ngại. Vào năm 2007, nhà làm phim Manchán Magan chỉ tìm thấy một số ít người bản ngữ và cảm thấy không tin tưởng việc chỉ nói tiếng Ireland tại Dublin. Ông không thể hoàn thành một số nhiệm vụ thường ngày, điều được ghi lại trong bộ phim tài liệu "No Béarla".
Tuy nhiên sô người nói tiếng Ireland đang tăng lên tại các thành phố, hầu hết là kết quả của nền giáo dục độc lập mà ở đó tiếng Ireland là ngôn ngữ truyền đạt duy nhất. Những trường này được gọi là Gaelscoileanna. Những trường dạy bằng tiếng Ireland này cung cấp lượng học sinh lên cấp ba nhiều hơn các trường công khác, và có lẽ là, chỉ trong một thế hệ, những người sử dụng tiếng Ireland sẽ là bộ phận thiểu số của khu thành thị, trung lưu và được giáo dục đầy đủ.
Luật pháp nghị viện cần phải được soạn bằng tiếng Ireland và tiếng Anh nhưng thường chỉ có sẵn bản tiếng Anh. Tuy nhiên Điều 25.4 Hiến pháp Ireland quy định rằng một "bản dịch chính thức" của bất cứ luật nào bằng một ngôn ngữ chính thức phải được viết bằng ngôn ngữ còn lại ngay lập tức, nếu cả hai phiên bản chưa cùng có sẵn.

#### Gaeltacht

Các khu vực Gaeltacht

Ngày nay ở Ireland vẫn có những nơi tiếng Ireland được sử dụng hàng ngày ở một mức độ nào đó như là ngôn ngữ đầu tiên. Những khu vực này được gọi cả chung và riêng là Gaeltacht, hay ở dạng số nhiều là Gaeltachtaí. Dù những người sử dụng thông thạo tiếng Ireland của Gaeltacht, ước tính 20 tới 30 nghìn người, chỉ là thiểu số trong tổng số người thông thạo tiếng Ireland, nhưng họ vẫn vẫn là nơi tập trung đông người nói tiếng Ireland hơn bất kỳ khu vực nào của đất nước, và chỉ có ở các khu vực Gaeltacht thì tiếng Ireland vẫn được coi là ngôn ngữ chung của cả cộng đồng.
Theo dữ liệu được Cục các vấn đề về Cộng đồng, Công bằng và Gaeltacht tổng hợp, chỉ một phần tư số hộ dân tại các khu vực Gaeltacht chính thức có thể nói thành thạo tiếng Ireland. Tác giả bài phân tích chi tiết về cuộc thăm dò, ông Donncha Ó hÉallaithe của Viện công nghệ Galway-Mayo, cho thấy chính sách về tiếng Ireland của chính phủ "hoàn toàn là một thảm họa". The Irish Times trích lời của ông trên tờ báo bằng tiếng Ireland có tên Foinse: "Các chính phủ Ireland gần đây thật đáng lên án khi mà vào thời điểm Nhà nước Ireland thành lập có tới 250.000 người thành thạo tiếng Ireland [...] nhưng giờ thì con số ấy chỉ còn từ 20.000 tới 30.000".
Vào những năm 1920, khi Nhà nước Ireland Tự do thành lập, tiếng Ireland vẫn chỉ là một ngôn ngữ chung ở bờ biển phía tây. Trong những năm 1930, những vùng có trên 25% dân số nói tiếng Ireland được phân là Gaeltacht. Những khu vực Gaeltacht mạnh nhất, về mặt số lượng và yếu tố xã hội, là vùng Nam Connemara, tây bán đảo Dingle và tây bắc Donegal. Những nơi này thường được gọi là Fíor-Ghaeltacht ("Gaeltacht đích thực"), một từ ban đầu được dùng để gán cho những nơi có trên 50% dân số nói tiếng Ireland.
Những vùng Gaeltacht lớn có thể kể tới Hạt Galway (Contae na Gaillimhe), bao gồm Connemara (Conamara), Quần đảo Aran (Oileáin Árann), Carraroe (An Cheathrú Rua) và Spiddal (An Spidéal); trên bờ biển phía tây Hạt Donegal (Contae Dhún na nGall); và trên các bán đảo Dingle (Corca Dhuibhne) và Iveragh (Uibh Rathach) ở Hạt Kerry (Contae Chiarraí).
Những khu vực nhỏ hơn là các hạt Mayo (Contae Mhaigh Eo), Meath (Contae na Mí), Waterford (Contae Phort Láirge), và Cork (Contae Chorcaí). Gweedore (Gaoth Dobhair) ở hạt Donegal là xứ đạo Gaeltacht lớn nhất ở Ireland.
Hàng năm khoảng hàng chục nghìn thiếu niên học hè tại các trường dạy tiếng Ireland ở Gaeltacht. Các học sinh ở cùng với các gia đình ở Gaeltacht, tới các lớp học, thi đấu thể thao, tham gia các buổi cèilidh (một kiểu hội trại của người Celt) và bắt buộc phải nói tiếng Ireland. Mọi mặt của văn hóa và truyền thống của Ireland đều được khuyến khích.

### Bắc Ireland

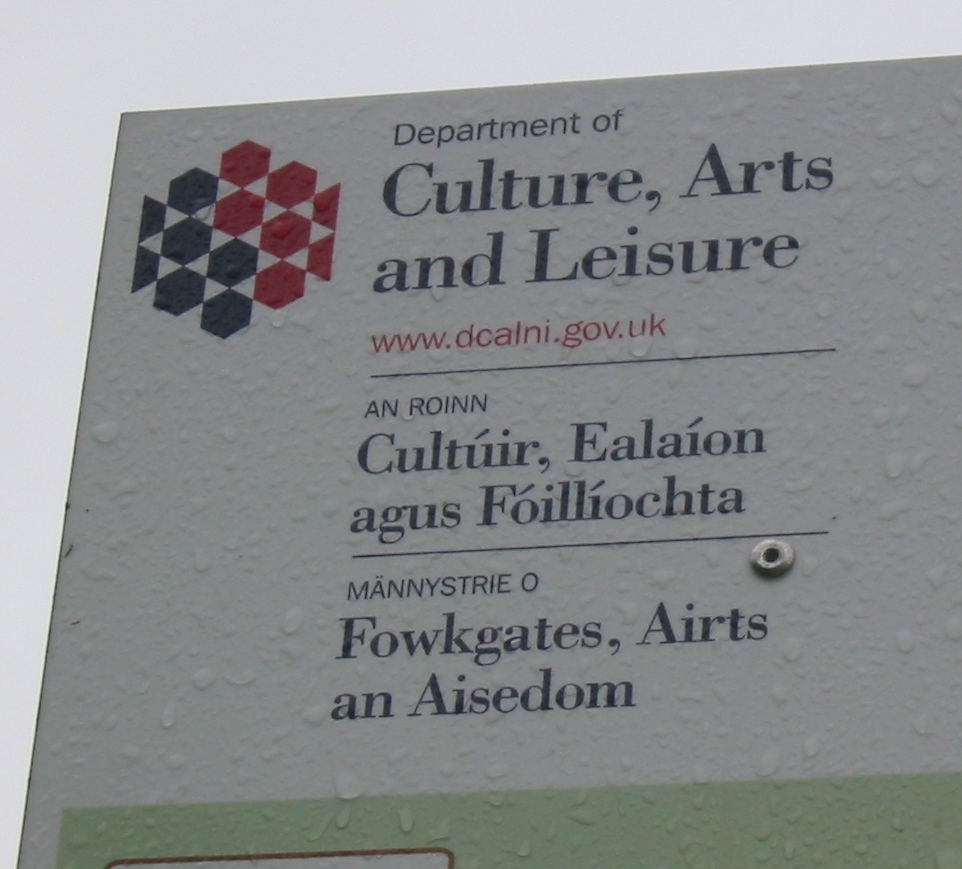
Biển hiệu của Bộ Văn hóa, Nghệ thuật và Giải trí Bắc Ireland bằng tiếng Ireland, tiếng Anh và Scots Ulster.

Trước khi Ireland chia tách vào năm 1921, tiếng Ireland đóng vai trò là môn học tại trường và được gọi là "tiếng Celt" ở một vài trường cấp ba. Từ 1921 tới 1972 Bắc Ireland có một chính phủ ủy thác. Trong thời gian này, Đảng Công đoàn Ulster (UUP), ủng hộ Bắc Ireland ở lại trong Liên hiệp Anh), đảng chiếm ưu thế trong Chính phủ Stormont tỏ ra không ủng hộ sử dụng tiếng Ireland do những người theo chủ nghĩa dân tộc đối lập với đảng này sử dụng nó. Tiếng Ireland không xuất hiện trên sóng phát thanh và truyền hình trong gần ba mươi năm chính phủ ủy thác tại vị. Ngôn ngữ này được Vương quốc Anh công nhận cho Bắc Ireland theo Hiệp định Good Friday 1998, và tiếp đến vào năm 2003 được chính phủ Anh Quốc phê chuẩn theo Hiến chương Các ngôn ngữ thiểu số và vùng miền tại châu Âu.

### Nghị viện châu Âu
Tiếng Ireland trở thành ngôn ngữ chính thức của EU vào ngày 1 tháng 1 năm 2007. Điều này có nghĩa các nghị sĩ thạo tiếng Ireland có thể sử dụng nó tại tại Nghị viện châu Âu và các ủy ban, mặc dù họ phải thông báo trước tới một thông dịch viên để những gì họ nói được dịch ra các thứ tiếng khác. Dù là một trong các ngôn ngữ của Liên minh châu Âu, chỉ có các quy tắc theo quy trình lập pháp thông thường mới phải bắt buộc dịch sang tiếng Ireland, do chính phủ Ireland yêu cầu vô hiệu tạm thời (có thể gia hạn) trong vòng 5 năm về những gì cần được dịch trong thời gian họ đang đàm phán về vị thế chính thức mới của ngôn ngữ. Bất kỳ sự gia tăng về số loại văn bản cần được dịch phụ thuộc vào kết quả của 5 năm đầu xem xét cũng như trên việc liệu các nhà chức trách Ireland có quyết định lên kế hoạch gia hạn thêm hay không. Chính phủ Ireland quyết định đào tạo một số lượng thông dịch viên và biên dịch viên cần thiết và họ sẽ chịu mọi phí tổn liên quan. Sự vô hiệu được cho sẽ hết hiệu lực vào năm 2022.
Trước khi Ireland trở thành ngôn ngữ chính thức, nó được đặt ở vị thế một ngôn ngữ theo thỏa thuận và chỉ có phiên bản tiếng Ireland cho các tài liệu cao cấp nhất của EU.

### Ngoài Ireland
Tiếng Ireland được mang ra ngoài đảo Ireland bởi làn sóng di cư, chủ yếu tới Đảo Anh và Bắc Mỹ, ngoài ra còn tới Úc, New Zealand và Argentina. Những cuộc di dân lớn có từ thế kỉ 17, xuất phát từ việc Cromwell chinh phục Ireland khiến nhiều người Ireland bị đưa tới Tây Ấn. Cuộc di cư tới Hoa Kỳ bắt đầu vào thế kỷ 18, và gia tăng vào những năm 1840 bởi hàng nghìn người di tản khỏi nạn đói. Cho tới tận thời điểm đó hầu hết người di cư vãn nói tiếng Ireland là chính, dù tiếng Anh dần có chỗ đứng hơn. Người nói tiếng Ireland tới Úc đầu thế kỉ 18 trong vì bị tù đày hoặc làm nghĩa vụ quân sự, và nhiều người Ireland tiếp bước họ, đặc biệt là vào thập niên 1860. New Zealand cũng nằm trong những điểm đến. Argentina là quốc gia không nói tiếng Anh duy nhất tiếp nhận lượng lớn người nhập cư từ Ireland, nhưng chỉ có khá ít người nói tiếng Ireland trong số họ.
Có khá ít người di cư biết đọc và viết tiếng Ireland, nhưng nhiều bản thảo tiếng Ireland được mang sang cả Úc và Mỹ. Mỹ là nơi tờ báo đầu tiên sử dụng một lượng đáng kể tiếng Ireland ra đời. Ở Úc, ngôn ngữ này cũng được dùng trong báo chí. Công cuộc phục dựng văn hóa Gaelic bắt đầu từ những năm 1890 ở Ireland cũng tìm được tiếng nói chung ở nước ngoài khi các chi nhánh của Conradh na Gaeilge được thành lập ở tất cả các quốc gia mà người bản ngữ Ireland di cư tới.
Sự đi xuống của tiếng Ireland ở Ireland và giảm dần tỉ lệ di cư góp phần vào sự suy yếu của nó tại nước ngoài. Mặc dù vậy một số những người có đam mê với ngôn ngữ này vẫn tiếp tục học và trau dồi tiếng tại nước sở tại vào cuối thế kỷ 20. Ngày nay nó được dạy ở các trường đại học cao đẳng ở Bắc Mỹ, Úc và châu Âu, còn người nói tiếng Ireland ở nước ngoài đóng góp vào báo chí và văn học bằng chính thứ tiếng của mình. Tại Hoa Kỳ và Canada tồn tại nhiều mạng lưới người nói tiếng Ireland; số liệu giai đoạn 2006-2008 cho thấy có 22.279 người Mỹ nói tiếng Ireland tại nhà.
Tiếng Ireland là một trong những ngôn ngữ chính thức của Celtic League, một tổ chức phi chính phủ khuyến khích sự tự quyết và và ủng hộ bản sắc và văn hóa Celt ở Ireland, Scotland, Wales, Bretagne, Cornwall và đảo Man (gọi chung là các quốc gia Celt). Tổ chức này cũng tỏ ra đặc biệt nhấn mạnh vào các ngôn ngữ Celt bản địa. Nó được Liên hiệp quốc công nhận là một tổ chức phi chính phủ thuộc nhóm "Roster" và trực thuộc Hội đồng Kinh tế và Xã hội LHQ. Tổ chức có chi nhánh ở mọi quốc gia Celt, ở Patagonia thuộc Argentina, ở thành phố New York, Hoa Kỳ, và Luân Đôn, Anh Quốc.

## Hệ thống âm vị
Về phát âm, tiếng Ireland giống với các ngôn ngữ gần gũi với nó như tiếng Gael Scotland và tiếng Man. Một đặc điểm đáng lưu ý đó là các phụ âm (trừ /h/) đi theo cặp, một phụ âm "rộng" (bị vòm mềm hóa, phần sau lưỡi bị kéo về sau về phía vòm mềm) và một phụ âm "mảnh" (bị vòm hóa, phần giữa lưỡi bị đẩy lên trên về phía vòm cứng). Mặc dù các cặp rộng-mảnh này không chỉ có ở riêng tiếng Ireland (có ở cả tiếng Nga), nó sở hữu một chức năng ngữ pháp đáng kể.
|               |           | Môi  | Môi  | Đầu lưỡi | Đầu lưỡi | Mặt lưỡi | Mặt lưỡi | Thanh hầu |
| rộng          | mảnh      | rộng | mảnh | rộng     | mảnh     |          |          | Thanh hầu |
| ------------- | --------- | ---- | ---- | -------- | -------- | -------- | -------- | --------- |
| Tắc           | vô thanh  | pˠ   | pʲ   | t̪ˠ       | tʲ       | k        | c        |           |
| Tắc           | hữu thanh | bˠ   | bʲ   | d̪ˠ       | dʲ       | ɡ        | ɟ        |           |
| Xát/ Tiếp cận | vô thanh  | fˠ   | fʲ   | sˠ       | ʃ        | x        | ç        | h         |
| Xát/ Tiếp cận | hữu thanh | w/v  | vʲ   |          |          | ɣ        | j        |           |
| Mũi           | Mũi       | mˠ   | mʲ   | n̪ˠ       | nʲ       | ŋ        | ɲ        |           |
| Vỗ            | Vỗ        |      |      | ɾˠ       | ɾʲ       |          |          |           |
| Cạnh          | Cạnh      |      |      | l̪ˠ       | lʲ       |          |          |           |

|      | Trước | Trước | Giữa | Sau | Sau |
| ngắn | dài   | ngắn  | ngắn | dài |     |
| ---- | ----- | ----- | ---- | --- | --- |
| Đóng | ɪ     | iː    |      | ʊ   | uː  |
| Giữa | ɛ     | eː    | ə    | ɔ   | oː  |
| Mở   |       |       | a    |     | ɑː  |

Nguyên âm đôi: iə, uə, əi, əu.

## Cú pháp và hình thái
Ngữ pháp tiếng Ireland có một vài điểm tương đồng với các ngôn ngữ Celt (dù khá kì lạ so với các hệ ngôn ngữ Ấn-Âu khác), tuy cũng không hẳn là độc nhất vô nhị. Các đặc điểm đáng chú ý là biến đổi phụ âm đầu, cấu trúc động từ–chủ ngữ–tân ngữ (VSO) và hai dạng "to be". Các đặc điểm này xuất hiện ở cả các ngôn ngữ Celt cũng như các ngôn ngữ ngoài ngữ hệ Celt: biến đổi âm đầu gây ra bởi yếu tố cú pháp và hình thái có thể được tìm thấy ở tiếng Fula và Shoshone; trật tự từ VSO có ở tiếng Ả Rập cổ điển và tiếng Hebrew Kinh Thánh, còn một vài ngôn ngữ Roman khác có hai dạng động từ "to be" (kế thừa từ esse và stare trong tiếng Latinh). Việc "chia giới từ" cũng hiện hữu trong nhóm ngôn ngữ Semit hay trong tiếng Veneto.

### Cú pháp
Tiếng Ireland là một ngôn ngữ VSO (động từ–chủ ngữ–tân ngữ) và sử dụng hai dạng động từ nối. Một trong số đó là từ liên hệ (trong tiếng Ireland là an chopail), dùng để miêu tả đặc điểm hay danh tính lâu dài (ngược lại với trạng thái tạm thời).
Tính từ thường đứng sau danh từ (ngoại trừ các tính từ sở hữu), tuy nhiên vẫn có nhiều tính từ và phân từ có chức năng như một tiền tố.

### Hình thái
Tiếng Ireland là một ngôn ngữ có nhiều biến tố. Ở dạng tiêu chuẩn nó gồm có các cách sau: cách "thông dụng" (chủ cách (nominative) và đổi cách (accusative) cũ), hô cách (vocative) và thuộc cách (hoặc sở hữu cách, genitive). Trong các phương ngữ Munster vẫn tồn tại dạng vị cách (dative), mặc dù dần ít được sử dụng bởi những người trẻ tuổi. Hệ thống biến tố hiện nay thể hiện sự đơn giản hóa căn bản ngữ pháp tiếng Ireland cổ.
Các danh từ có thể mang giống đực hoặc cái (giống trung gian không còn). Ở một mức độ nào đó, khác biệt về giống có thể được biểu hiện ở một số đuôi từ như -án và -ín là đực còn đuôi -óg mang giống cái.
Một đặc điểm chung với các ngôn ngữ Celt là các đại từ có chức năng giới từ (forainmneacha réamhfhoclacha), thực chất là các giới từ được chia. Ví dụ, từ at trong tiếng Anh dịch sang tiếng Ireland là ag, ở ngôi thứ nhất số ít là agam ("at me"). Khi dùng với động từ bí ("to be") ag thể hiện sự sở hữu, tương đương với từ "to have".
- Tá leabhar agam. "Tôi có một quyển sách." (Nghĩa đen, "có một quyển sách ở chỗ tôi")
- Tá leabhar agat. "Bạn có một quyển sách."
- Tá leabhar aige. "Anh ta có một quyển sách."
- Tá leabhar aici. "Cô ấy có một quyển sách."
- Tá leabhar againn. "Chúng tôi có một quyển sách."
- Tá leabhar agaibh. "Các bạn có một quyển sách."
- Tá leabhar acu. "Họ có một quyển sách."